# Ксур-ес-Сеф
Ксур-ес-Сеф (араб. قصور الساف) — місто в Тунісі у регіоні Сахель, центр однойменного округу. Входить до складу вілаєту Махдія. Станом на 2004 рік тут проживало 26 219 осіб.

## Відомі люди
- Юсеф Рзуга — туніський поет.

| Туніс | Це незавершена стаття з географії Тунісу. Ви можете допомогти проєкту, виправивши або дописавши її. |